# Ermita de la Miranda
L'ermita de la Miranda va ser un petit oratori situat a Badalona, a la serra de Marina. Pertanyia als monjos del monestir de Sant Jeroni de la Murtra. Avui només romanen restes dels murs dempeus.
Situada a mig camí del monestir de Sant Jeroni, al veïnat de Canyet. L'edifici es va construir a finals de segle xvii i se li va donar el nom d'ermita del Sant Crist (en altres documents anomenada de Sant Jeroni), si bé tothom l'anomenà sempre la Miranda, perquè des d'allà hi havia bona vista. Des de 1784 va substituir l'ermita de Sant Onofre com a lloc de celebració i benedicció durant la diada de la Santa Creu, celebrada cada any el 3 de maig per part de la comunitat de monjos jerònims. La raó no va ser altra que l'edat avançada d'alguns ells, que feia molt difícil el seu ascens fins a Sant Onofre, que corona una de les muntanyes de la serra.
Durant la crema de monestirs de 1835, els monjos observaren des de la Miranda el fum del foc d'esglésies i convents de Barcelona, i controlaven els camins d'accés al monestir. No obstant això, poc després van ser expulsats del cenobi. A principis de segle XX era un lloc molt conegut per fer-hi berenars i excursions a l'estiu, perquè, a més, disposava d'un porxo i un pou. Tanmateix, l'ermita va ser destruïda per un incendi el 1936, només van quedar dempeus les quatre parets. Durant la dècada del 2010 s'hi han fet treballs de neteja i classificació de material localitzat en algunes excavacions.

## Restes arqueològiques
Al voltant de l'ermita s'hi han trobat restes arqueològiques, principalment una habitació o dipòsit d'època romana, si bé també s'han localitzat algunes restes de ceràmica ibèrica.